# Franco Caviglia
Franco Agustín Caviglia (n. 16 de marzo de 1961 en Lincoln, provincia de Buenos Aires) es un abogado y político argentino, que fue varias veces diputado nacional y se destacó por su participación en el Grupo de los Ocho, de oposición al gobierno de Carlos Menem. Fue secretario de Gobierno del municipio de Almirante Brown entre 2007-09. En la actualidad es Presidente de la Sociedad Iberoamericana de Violentología que reúne a los exponentes más destacados en el estudio de la violencia.

## En el Partido Justicialista
Se recibió de abogado en la Facultad de Derecho y Ciencias Sociales de la Universidad de Buenos Aires el 2 de mayo de 1983. Desde esa fecha trabajó como abogado particular. Es separado y tiene un hijo y una hija. 
Desde muy joven militó en el Partido Justicialista; se unió al Frente Renovador del mismo, tras la derrota electoral de 1983, ejerciendo como Secretario de la Juventud Peronista de la Provincia de Buenos Aires, presidente del Partido Justicialista del partido de Lincoln, y congresal provincial y nacional de ese partido. Fue, además, asesor legal del partido de Florencio Varela y concejal en su ciudad natal, Lincoln.
En 1989 cofundó y presidió la Fundación de Estudios Parlamentarios, y fue elegido Diputado Nacional. Fue vicepresidente de la Comisión de Legislación Penal de la Cámara de Diputados.
Oponiéndose al giro al liberalismo, la corrupción y el indulto a los comandantes del Proceso de Reorganización Nacional, a principios de 1990 formó parte del Grupo de los Ocho, bancada parlamentaria separada del oficialismo. Se especializó en denunciar las evidentes muestras de corrupción en el gobierno menemista.
Apoyó la gestión de Domingo Cavallo al frente del ministerio de Economía durante el gobierno de Fernando De la Rúa. El 31 de enero de 2002 sufrió un intento de linchamiento al ser reconocido cuando se retiraba de un bar lindero al Congreso Nacional. En la misma época, un particular fue agredido en el Congreso al ser confundido con Caviglia. Posteriormente, suscribió la candidatura a presidente de Carlos Saúl Menem en las elecciones de 2002. 
Años más tarde firmó una solicitada apoyando a Néstor Kirchner.

## Cargos Institucionales
- Concejal del Distrito de Lincoln - Presidente de Bloque (Partido justicialista), 1985-1987.
- Diputado Nacional - Vicepresidente Primero de la Comisión de Legislación Penal. 1987-1991
- Secretario Parlamentario del Bloque Movimiento Peronista. 1991-1993
- Auditor externo del Instituto Nacional de Servicios Sociales para Jubilados y Pensionados, 1994.
- Diputado Nacional por Acción por la República - Vicepresidente primero de la Comisión de Legislación Penal. 1999-2003
- Legislador Latinoamericano . 1999- 2003.
- Asesor del Gobierno de la Provincia de Buenos Aires. 2004-2007.
- Secretario de Gobierno del municipio de Partido de Almirante Brown. 2007-2009.
- Diputado provincial (Provincia de Buenos Aires) - Presidente de la Comisión de Ciencia y Tecnología. 2009- 2013.

## Diputado Nacional por Acción por la República
Franco Caviglia fue diputado nacional por Acción por la República entre 1999 y 2003 e integró las siguientes comisiones: Vicepresidente primero de la Comisión de Legislación Penal, Defensa del Consumidor, Obras Públicas, Población y Recursos Humanos. 
Acción por la República ha desarrollado su actividad en veintitrés distritos: Capital Federal, Buenos Aires, Catamarca, Córdoba, Chubut, Mendoza, Misiones, Tucumán, Chaco, Salta, San Luis, Santa Fe, La Pampa, Jujuy, Tierra del Fuego, Formosa, Santiago del Estero, Corrientes, San Juan, Entre Ríos, Río Negro, Santa Cruz y Neuquén.
Durante 2002, la tarea estuvo centrada en normalizar la estructura y organización partidaria. Para ello, en cumplimiento de sus reglamentos orgánicos, celebró la Tercera Convención Nacional, el 14 de septiembre.
Fue candidato a diputado provincial para las elecciones legislativas del 28 de junio de 2009 y elegido para el período 2009 - 2013, ejerciendo como secretario parlamentario del Bloque Social Cristiano.
Asumió nuevamente como diputado nacional el 15 de marzo de 2016, esta vez por el Frente Renovador, en reemplazo de Marcelo D'Alessandro, del Frente Renovador, quien asumió como secretario de Seguridad de la Ciudad de Buenos Aires.

## Publicaciones
Ha sido autor o coautor de los siguientes libros:
- El Grupo de los Ocho contra la Corrupción, Editorial Legasa, Bs. As., 1991.
- Actualización legislativa sobre la Ley Penal Tributaria y Previsional, Editorial Congreso de la Nación, Bs. As., 1991.
- Tiempos de Utopía, Editorial Marcha, Bs. As., 1996.
- Corrupción: Una Patología con Poder, Editorial Ediar, Bs. As., 1997.
- Municipio, Participación y Desarrollo, Editorial Acme, Bs. As., 1998.
- La Larga Sombra de Yabrán. Editorial Sudamericana, Bs. As., 1998.
- Justicia, la Corte Suprema y la Reelección, Editorial Acme, Bs. As., 1999.
- "Violentología: Hacia un abordaje científico de la violencia", Ediciones CICCUS, 2011.

Ha editado, además, los siguientes trabajos de investigación:
- Cómo interpretar una constitución, FLACSO, 1991.
- El lado oscuro de los Partidos Políticos, FLACSO, 1991.
- Sobre la Ley del Valor, FLACSO, 1992.
- Transición Cívico – Militar, FLACSO, 1992.
- Los significados de la descentralización del Estado, FLACSO, 1992.
- Las Políticas Sociales en la Argentina dentro del Modelo Neoconservador, FLACSO, 1992.
- Interacción entre las Instituciones y los Procesos de Decisiones en los Poderes Locales de Gobierno y sus relaciones con las Organizaciones no Gubernamentales, FLACSO, 1993.
- Buenos Aires: Provincia Urbana, FLACSO, 1993.
- Desarrollo de la Investigación Científica, FLACSO, 1995.
- Al Kassar y el Tráfico de Armas, 1998.
- AMIA y la Pista Siria, 1998.
- La Corrupción en las Fuerzas Policiales, 1998.
- Seguridad en la Provincia de Buenos Aires, 1999.
- Corrupción: una Patología con Poder, 1999.
- Los Jueces Federales y la Justicia, 1999.